# Eric Lambert
Eric Lambert (19. ledna 1918 Londýn – 16. dubna 1966 Anglie) byl anglo-australský spisovatel.

## Život
Narodil se v Londýně, jeho rodiče se brzy přestěhovali do Austrálie, kde prožil své mládí. Rhodesovo stipendium mu umožnilo studium ve škole Charterhouse a později na univerzitě v Oxfordu.
Od počátku druhé světové války bojoval jako dobrovolník australské armády na Středním východě a později na japonské frontě. Byl zajat a dostal se do japonského zajateckého tábora Čangi. Byl členem Komunistické strany Austrálie.
Když se dozvěděl o znepokojivých událostech v Maďarsku, překročil během povstání v roce 1956 hranice bez víza a byl zděšen agresí Sovětů proti mladým lidem, kteří demonstrovali za nezávislost a mír. Po návratu do Londýna se pokoušel o zveřejnění svých reportáží v komunistickém stranickém tisku, ale marně, a tak ze strany odešel rozhořčen komunismem. Místo toho psal o událostech v Maďarsku pro deník The Daily Telegraph, k velké nelibosti svých bývalých komunistických kolegů.

## Dílo
- Dvacet tisíc zlodějů (1951), autor zde zachycuje pohled australských vojáků na boje na Středním východě. Dále líčí reálnou situaci – napětí mezi důstojníky a vojáky.
- Veteráni (1954), navazuje na knihu Dvacet tisíc zlodějů, australští vojáci jsou staženi ze Středního východu domů do Austrálie, která je kvůli vlivu příchozích Američanů úplně jiným světem, než ze kterého odešli. Z rozčarování ze situace doma je vytrhne opětovné nasazení, tentokrát v džunglích na ostrovech v Pacifiku.
- Ballarat – dva díly
- Delfín
- Dlouhá bílá noc – román se odehrává v Austrálii 7 let po válce a retrospektivně se vrací do válečné vřavy na Středním východě. Je postaven na vzájemném kontrastu proplétajících se časových rovin: retrospektivy válečného příběhu a jeho obrazu v dramatické přítomnosti i v osudech a osobních tragédiích zúčastněných postav. Pečlivě gradovaný děj kulminuje právě v dlouhé bílé noci, pod jejímž úplňkem se v zuřivém boji odkrývá pravá podstata lidských hodnot, povah i charakterů.
- K slávě odsouzeni – autor pro svůj román čerpá z vlastních válečných zkušeností prožitých během druhé světové války v bitvě u Alameinu. Kniha je příběhem australského bojového 55. praporu, jeho velitele Victora Kirka, dravého seržanta Doca Homea, skeptického Christyho zvaného Corpus, jemného humanisty Pascoea a všech těch vojáků, o nichž se později říkalo: „Osedlali si smrt jako doma svého koně.“
- Ostrov Fulakona (Jedná se o poslední dokončený román, vydalo Naše vojsko, 1971)
- Temná hlubina